# Versöhnungskirche (Hinrichsfehn)

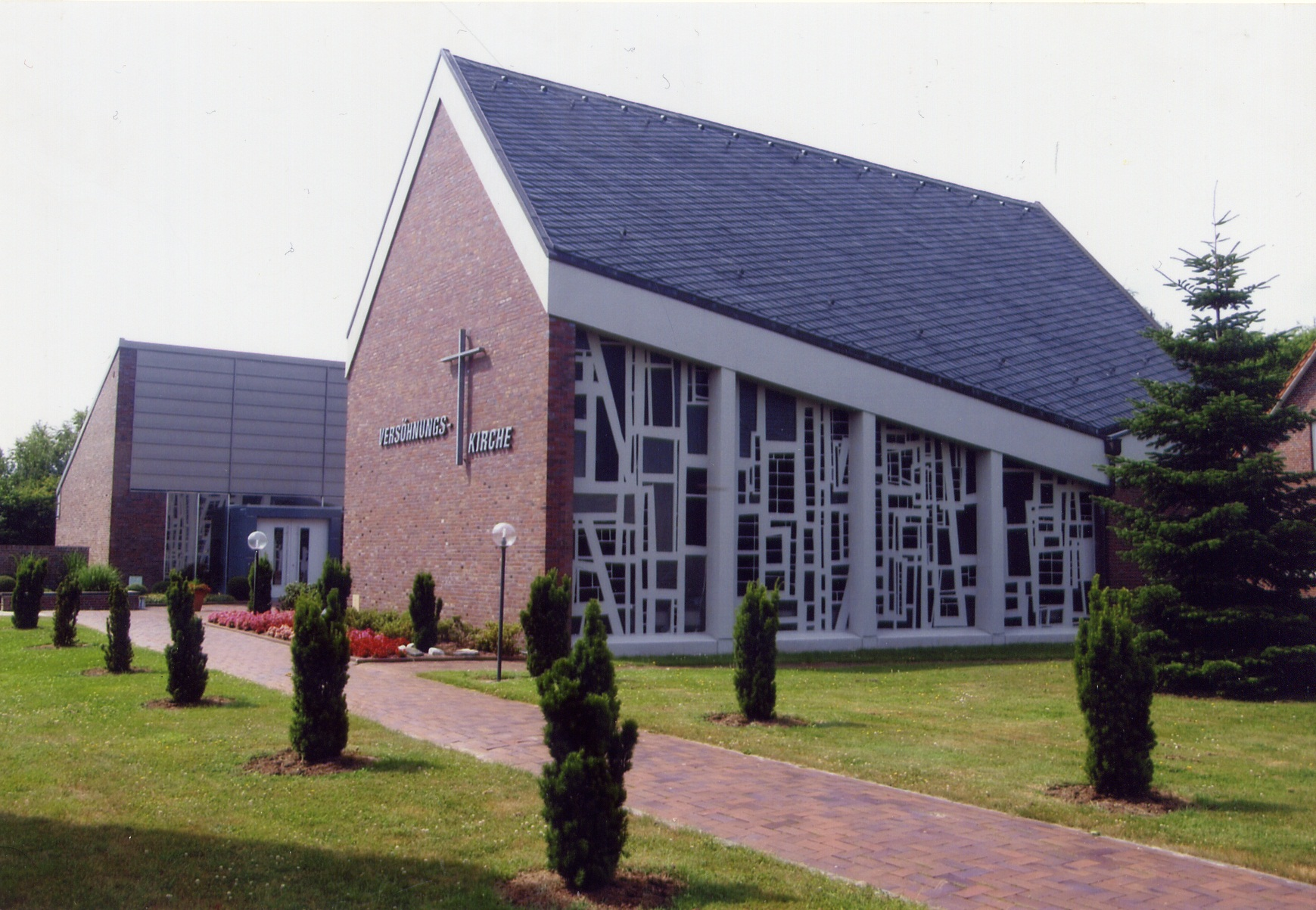
Das Kirchenschiff 2010

Die Versöhnungskirche ist eine evangelisch-lutherische Kirche im Stadtteil Hinrichsfehn von Wiesmoor. Sie wurde in den Jahren 1963 bis 1965 erbaut. Sie gehört dem Kirchenbau der Klassischen Moderne an.

## Das Gebäude und seine Ausstattung
Die äußere Form des Hauses stellt einen knappen kristallinen Körper dar. Der Entwurf geht auf den Oldenburger Architekten Rainer Herrmann zurück. Ziel des Architekten war es, dem Besucher des Hauses, Einkehr zu schenken. Dazu verhilft der von drei Seiten geschützte Vorplatz des Gebäudes. Zum anderen lässt der Architekt den Besucher bei der Begehung von Kirchplatz und Kirchenbau eine dreifache Wende nehmen. Der Besucher vollzieht eine Art Schneckengang. Er wird nach innen geführt, zur Konzentration, in die innere Sammlung.

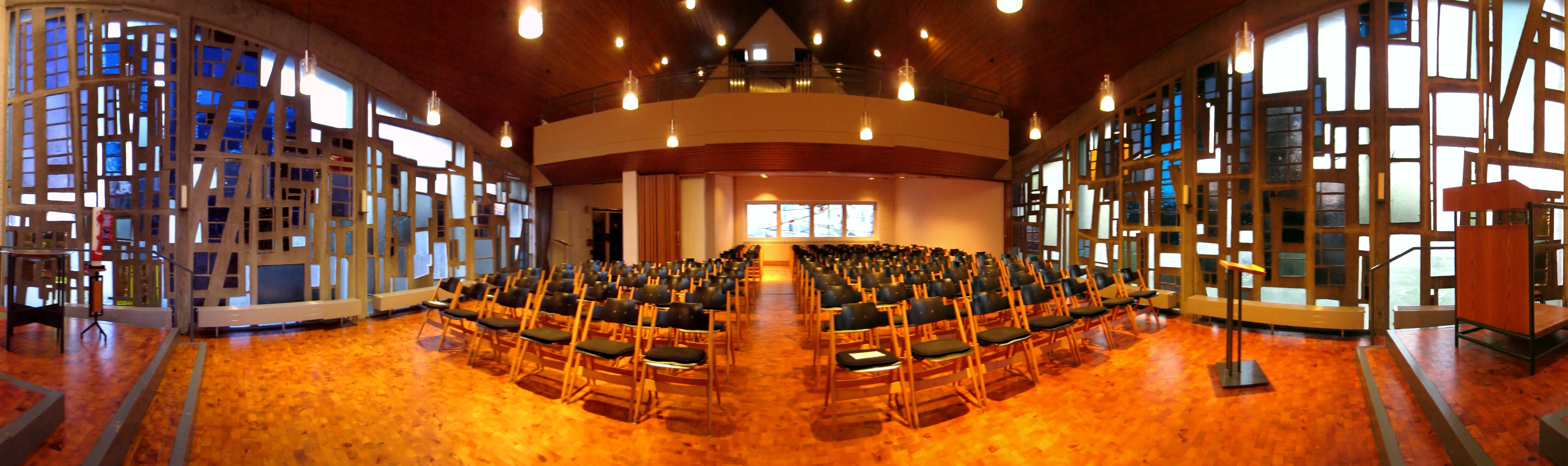
180°-Innenansicht 2014

Die Fenster der Versöhnungskirche gehen auf den Künstler Max Herrmann (1908–1999), Meisterschüler bei Otto Dix und Max Beckmann, zurück. Sie stammen aus zwei verschiedenen Schaffensperioden des Oldenburger Künstlers, der sich nach dem Krieg der abstrakten Moderne zuwandte. Die Glasbetonfenster der Nord- und Südfassade lassen einen lichten, hellen Kirchenraum erstehen. Die einzelnen Segmente der beiden Fassaden wurden in der Glasmalerei Oidtmann aus Bossois- und Dallglas nach den Anweisungen und Entwürfen von Max Herrmann in Linnich gefertigt und 1964 eingebaut. 1999, kurz vor seinem Tod, entwarf der Künstler die „Himmelswiese“ als sein letztes größeres Werk. Es umfasst vier Bleiglasfenster für die Westfassade. Als künstlerische Beraterin brachte der Künstler neben seiner Lebensgefährtin, der Keramikerin Helga Brandhorst, die Oldenburger Künstlerin Etta Unland ins Spiel. Die beiden Künstlerinnen begleiteten die Herstellung der Fenster in der Glasmalerei Peters nach dem Tod Max Herrmanns. Die Fenster wurden im Zuge der großen Instandsetzung der Kirche 2002 eingebaut.

„Die kräftigen Farben der Himmelswiese erweisen sich im Innenraum der Versöhnungskirche als sehr vorteilhaft. So büßt das Werk in der unmittelbaren Nachbarschaft zu den Glasbetonwänden nichts von seiner Wirkung ein, zumal nur vom ihm diese wunderbare Leichtigkeit ausgeht.“

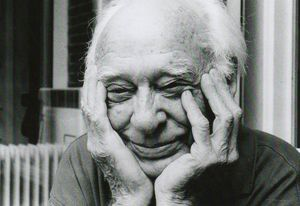
Max Herrmann im Jahre 1998

Von dieser Leichtigkeit zeugt auch die Glasmalerei A und O. Ihr Entwurf geht ebenfalls auf Max Herrmann zurück. Hergestellt in der Glasmalerei Peters, stellt dieses Fenster vom Pfarrhaus her die künstlerische Verbindung zur Kirche dar.

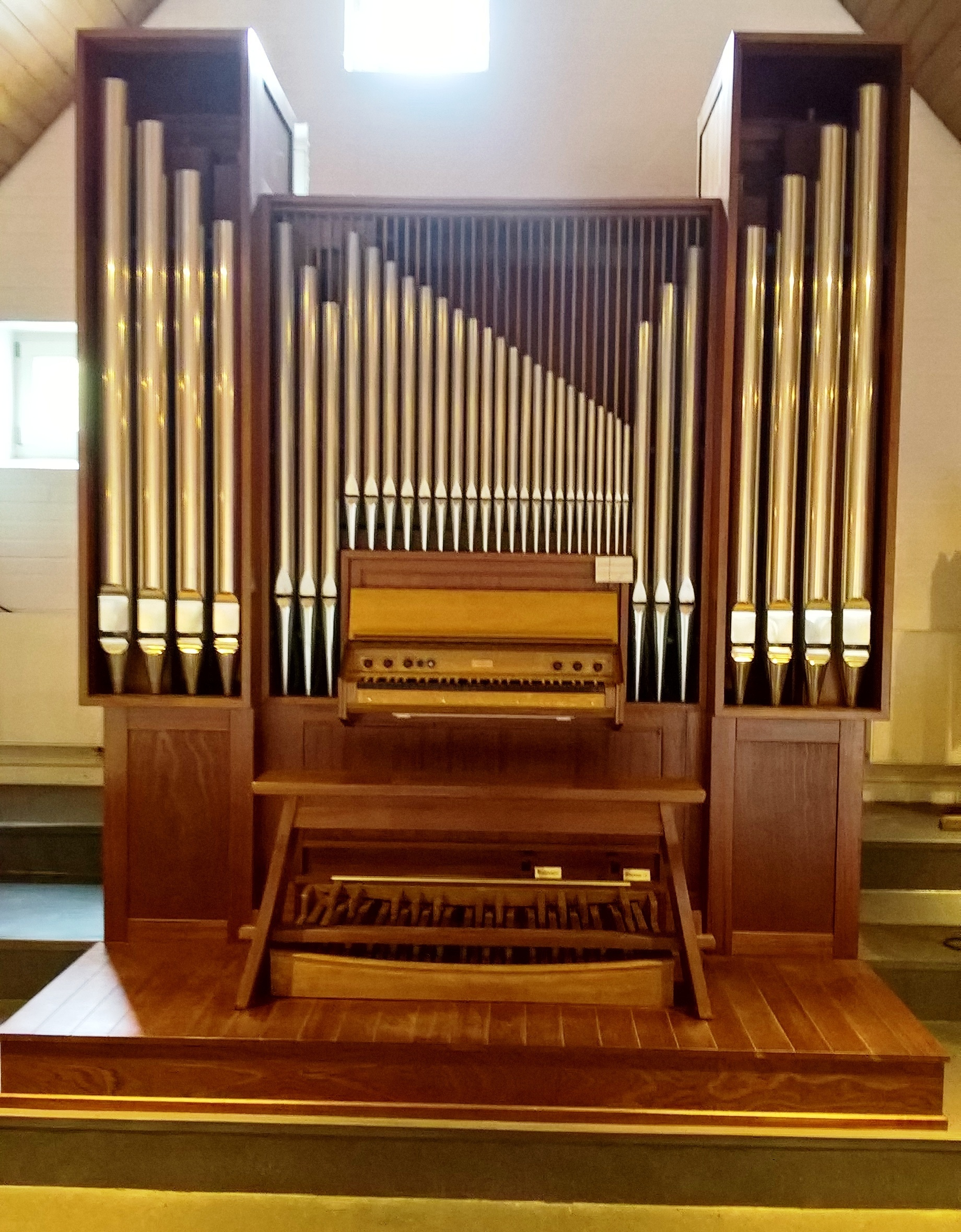
Die Orgel 2019

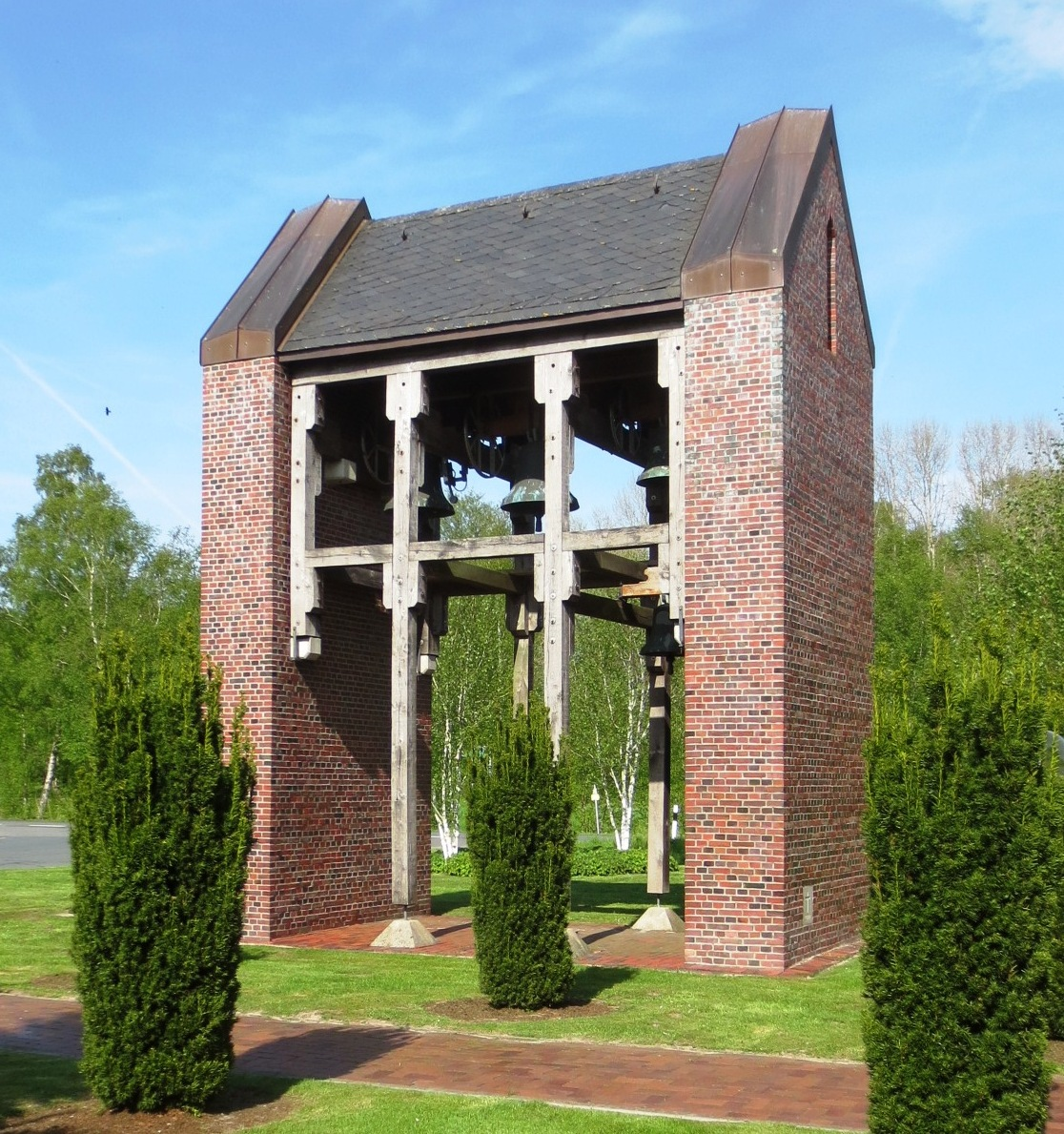
Der Glockenstuhl 2015

Weiterhin entstand 1999 das von Helga Brandhorst und Max Herrmann gestaltete Abendmahlsgeschirr.

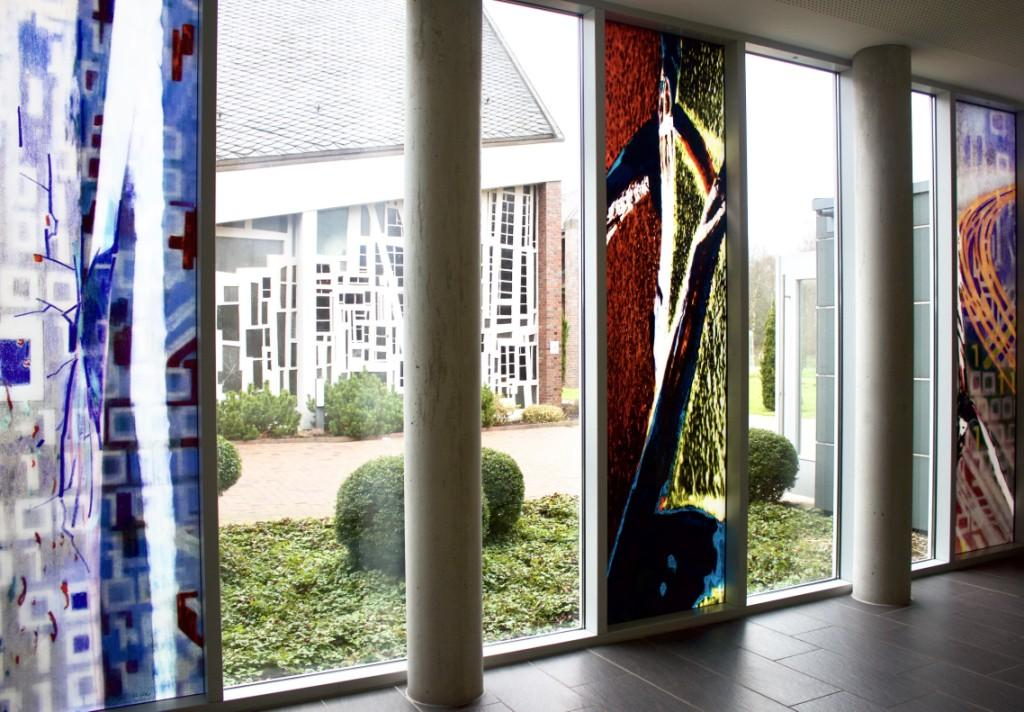
Die LICHTSprünge nach dem Einbau des III. Fensters im November 2017

Die Orgel der Versöhnungskirche wurde 1965 in der Orgelwerkstatt Alfred Führer, Wilhelmshaven, gebaut. 2002 erweiterte sie Martin ter Haseborg um einen Subbass 16′ (Pedal), 2025 um einem weiteren Orgelmotor.
Der Glockenstuhl beherbergt vier 1964 von der Gießerei Rincker hergestellten Glocken. Sie weisen die äußerst seltene Zusammenstellung der Schlagtöne a′ – b′ – c″ – d″ auf.

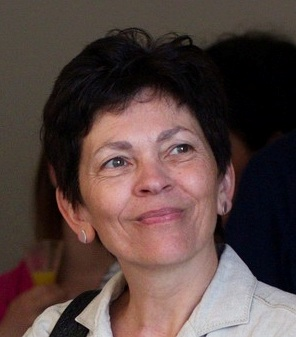
Etta Unland 2017

## (Bau)Geschichte
Durch die Ansiedlung von Arbeiterfamilien des Torfkraftwerkes Wiesmoor seit 1946 und der Familien, die durch den Zweiten Weltkrieg ihre Heimat verloren hatten, war Hinrichsfehn als jüngster Ortsteil Wiesmoors stetig gewachsen. So strebte die Wiesmoorer evangelische Kirchengemeinde für die seelsorgerliche Versorgung dieses Gemeindeteiles eine zweite Pfarrstelle an und errichtete 1959/1960 ein Pfarrhaus in Hinrichsfehn. Zum 1. Oktober 1959 wurde zunächst eine Pfarrdiakonenstelle eingerichtet. Die Errichtung der Pfarrstelle erfolgte zum 1. Januar 1963.
Nach der Einweihung der St. Johanneskirche in Oldenburg-Kreyenbrück im April 1960 erhielten Rainer Herrmann als ihr Architekt und Max Herrmann als Mitgestalter der Oldenburger Kirche den Auftrag zum Entwurf der Kirche in Hinrichsfehn. Am 25. April 1965 wurde diese von Landessuperintendent Siefken als Filialkirche der Wiesmoorer Kirchengemeinde eingeweiht.
Die Architektur der Oldenburger Johanneskirche wie auch der Hinrichsfehner Kirche sind geprägt von der Absicht, eine bauliche Hülle, ein ZELT GOTTES zu schaffen:

„Einfach und klar in der Linienführung, spartanisch ausgestattet, wie es einem ZELT geziemt. Und wandelbar mußte der Raum sein, weil auch die Menschen, die ihn beleben, sich wandeln: Generationen kommen und gehen.“

Der von Rainer Herrmann knapp und funktional gehaltene Glockenturm, südöstlich des Kirchenschiffs, wies eine Höhe von 13 Metern auf. Am 15. April 2001 wurde der neue von Horst Wetzel entworfene Glockenstuhl (9 m hoch) nordöstlich vom Kirchenschiff errichtet seiner Bestimmung übergeben. Der von Rainer Herrmann entworfene südöstlich vom Kirchenschiff platzierte Glockenturm wurde wegen irreparabler Schäden 2001 abgetragen.
Das Kirchengebäude war von Rainer Herrmann auf eine Erweiterung zu einem Gemeindezentrum hin konzipiert. Diese erfolgte in einem ersten Schritt durch den Anbau eines Gemeinderaumes 1975. Der von dem Architekten Gregor Angelis entworfene 2006–2008 errichtete Südflügel des Hauses komplettierte mit seinem 'Großen Raum', dem Jugendraum und seinen Funktionsräumen das Gemeindezentrum. Das lange Foyer gewährt dem Besucher von Süden her den Blick auf das Kirchengebäude.
Die Errichtung des Glockenstuhles sowie des 2008 eingeweihten Südflügels war durch die Spendenbereitschaft und den hohen ehrenamtlichen Einsatz der Maurer, Fliesenleger und Maler aus der Gemeinde möglich geworden.
Die künstlerische Verbindung zwischen dem 'sakralen' Nordflügel und dem Südflügel des Kirchenzentrums bilden die LICHTSprünge. Für fünf der drei Meter hohen Fenster des Foyers gestaltete die Künstlerin Etta Unland Fotografien von Sprüngen in den Glaskörpern der von Max Herrmann entworfenen Betonglasfassaden des Kirchengebäudes. Von den fünf entworfenen Fenstern wurde ein erstes in der Glasmalerei Peters hergestellt und 2009 installiert.

„Als Zeugnis einer Spannung zwischen verschiedenartigen Materialien, die unterschiedlich auf Witterungsprozesse reagieren, verweisen diese Sprünge auf Vergänglichkeit, auf die Natur als ein permanent sich vollziehender Schöpfungsprozess zurück.“

Nach der Rückkehr von ihrem zweijährigen Aufenthalt in den Vereinigten Staaten überarbeitete die Künstlerin ihre Entwürfe im Jahr 2016. Finanziert durch Stifter aus der Gemeinde wurden zwei davon zur Umsetzung bestimmt und im Mai und im November 2017 installiert. Im Digitaldruckverfahren durch die Glasmalerei Peters produziert verweisen die Fenster nicht nur durch ihre Herstellungstechnik auf das digitale Zeitalter. Die Entwürfe waren bereits in einer Kombination von manuellen mit digitalgestützten Techniken von Etta Unland gestaltet worden. Die LICHTSprünge II und III heben mit den eingearbeiteten Zeichen '0' und 'I' das Thema des Kunstprojektes, die Spannung zwischen menschlichem Gestalten und den Kräften in der Natur, auf die Höhe des digitalen Zeitalters.
Seit dem Reformationstag 2020 werden im Foyer des Gemeindezentrums Ende der 1950er Jahre entstandene Kreuz-Entwürfe Max Hermanns präsentiert. " 'Ich bin das Licht der Welt. Wer mir nachfolgt, der wird nicht wandeln in der Finsternis, sondern wird das Licht des Lebens haben' " (Johannes 8, 12). ... Die Form des Kreuzes und die Wirkung des Lichts sind bestimmend für Max Herrmanns Entwürfe..." Michael Henneberg

## Der Name
Zum 1. Oktober 1987 wurden die Ortsteile Hinrichsfehn, Mullberg, Rammsfehn, Wiesmoor-Süd und Teile Wiesederfehns aus der Wiesmoorer Kirchengemeinde ausgegliedert und bilden seitdem die eigenständige Kirchengemeinde Hinrichsfehn. Während die Wiesmoorer Mutterkirche den Namen Friedenskirche erhielt, erfolgte zeitgleich die Ernennung der Hinrichsfehner Kirche zur Versöhnungskirche. Diese Namensgebung steht in einer noch jungen Tradition. In Deutschland tritt diese Namensgebung um 1900 auf. Der überwiegende Teil der Versöhnungskirchen wurde nach dem Zweiten Weltkrieg errichtet. Nach dem Zweiten Weltkrieg hatte der „Kirchenvater des 20. Jahrhunderts“, Karl Barth, in seiner Kirchlichen Dogmatik das Herz der christlichen Botschaft als Versöhnung in Christus neu entfaltet. Darin geht er unter anderem aus von dem Aufruf des Apostels Paulus im 2. Brief an die Korinther:

„Gott war in Christus und versöhnte die Welt mit sich selber und rechnete ihnen ihre Sünden nicht zu und hat unter uns aufgerichtet das Wort von der Versöhnung.“

Im Blick auf die Versöhnungskirche Hinrichsfehn stellt die Namensgebung im Besonderen ein Echo auf die Nachrüstungsdebatte dar. Sie wurde vom NATO-Doppelbeschluss ausgelöst und prägte die außen- und innenpolitischen Debatten in der Bundesrepublik der 1980er Jahre. Von 1963 bis 1989 waren in unmittelbarer Nähe des Kirchengebäudes (1,5 Kilometer entfernt) atomare Flugabwehrraketen der NATO des Typs Nike Hercules stationiert.

## Die Versöhnungskirche im Zeitgeschehen
Am 13. Januar 1989 ereignete sich ein schweres Flugzeugunglück über Hinrichsfehn. Bei der Kollision mehrerer im Tiefflug befindlicher Militärmaschinen über der Grundschule des Ortsteils entgingen die Bewohner nur knapp einer Katastrophe. Nach dem anfänglichen Schock formierte sich von der Versöhnungskirche aus der Protest gegen eine solche Gefährdung der Zivilbevölkerung. Pastor Buchhagen sprach im Gottesdienst am folgenden Sonntag aus, was viele im Ort fühlten und dachten. Die Glocken der Versöhnungskirche läuteten in den folgenden Wochen jeden Tag ab 9:52 Uhr, dem Unglückszeitpunkt, für eine halbe Stunde. Am Montag nach dem Unglück fand eine Bürgerversammlung in der Versöhnungskirche unter der Leitung von Pastor Buchhagen statt. Es kamen rund 400 Bürger in die überfüllte Kirche. Die konstituierende Sitzung der „Wiesmoorer Bürgerinitiative gegen Tiefflüge“ fand am 19. Januar im Gemeindesaal der Kirchengemeinde statt. Die von ihr formulierte Resolution gegen Tiefflüge wurde von 10.866 Bürgern unterzeichnet. In der Sendung „Tiefflug – Was sich seit Wiesmoor verändert hat“ des dritten Fernsehprogramms brachte das Ehepaar Buchhagen am 22. Januar in einem Rundgespräch Gedanken und Gefühle anlässlich des Absturzes zur Sprache.

## Seelsorger an der Versöhnungskirche
- Ulrich Dobschall (1957)[11]
- Richard Langholf (1959–1961)[12]

Nach Einweihung der Kirche:
- Werner Otte (1966)
- Walter Jetschmann (1966–1967)
- Harald Mundt (1967–1974)
- Walter Scheller (1974–1976)
- Henning Buchhagen (1978–1994)
- Rainer Münch (seit 1995)